# Марія Семьонов
Марія Зоф'я Семьонов (пол. Maria Zofia Siemionow, до шлюбу Куша; нар. 1950, Кротошині) — польська хірургиня, трансплантологиня та дослідниця, яка працює у США.

## Біографія
В 1974 р. здобула медичну освіту в Медичному університеті в Познані. Науковий ступінь доктора мікрохірургії здобула в 1985 році. В 1992 р. захистилася в галузі медичних наук.  В 2007 р., президент Лех Качинський присвоїв Марії Семьонов вчене звання. 
Після еміграції до США, з 1985 року отримувала наукову стипендію в Institute Christine Kleinert в Луїсвілл штат Кентукі, де спеціалізувалася на хірургії кисті. З 1995 року очолює відділення пластичної хірургії та мікрохірургії в клініці Медичного Колегіуму в Клівленді, штат Огайо; з 2005 р. — професор відділення хірургії. З 2012 року член наукової ради польського медичного журналу Przypadki Medyczne, де є почесною головою. Продовжує співпрацювати з Медичним Університетом в Познані; завдяки її підтримці, понад 20 польських студентів отримали стипендію і можливість навчання в клініці в Клівленді. 7 жовтня 2013 р. отримала почесний ступінь доктора Медичного Університету в Познані. 
Володіє 5 мовами.

## Трансплантація обличчя
В грудні 2008 року здійснила четверту в світі і першу в США успішну операцію з трансплантації обличчя; в результаті 22-годинної операції, команда з 8 лікарів під її керівництвом пересадила жінці, яка стала жертвою пострілу, близько 80 % поверхні обличчя від померлого донора.
Перша успішна операція в світі такого типу відбулася в 2005 році у Франції, реципієнткою була жінка, яку покусала її собака. Наступну операцію було проведено в 2006 році в Китаї, на реципієнта напав ведмідь, і третя операція відбулася знову у Франції, пацієнт страждав від хвороби Реклінггаузена на обличчі, проте жодна з цих пересадок не охоплювала такої великої площини обличчя. Для трансплантації необхідно було зрощення численних кісток, м'язів, нервів та кровоносних судин; завдяки пересадці пацієнтці відновили втрачену щелепу з піднебінням, верхню губу, щоки, ніс, нижню повіку, а також відновили здатність самостійно дихати, говорити та їсти. Через 4 місяці після операції пацієнтка знаходилася в хорошому психофізичному стані, виходила на вулицю, дихала носом (перед операцією дихала через трубку підключену до трахеї), відновила відчуття смаку та запаху, а також функції мімічних м'язів.

### Пацієнтка
5 травня 2009 р., під час прес-конференції, пацієнтка дала дозвіл на розкриття своїх особистих даних, публікацію медичних записів та історію походження дефекту. Обличчя Конні Калп було спотворене після того, як в 2004 році її чоловік Томас Калп вистрелив в нього з дробовика. Чоловік намагався вбити її пострілом з відстані 2,5 метрів. Постріл розірвав Калп ніс, щоки, верхню частину губ та очей. Цілими залишилися верхні повіки, лоб, нижня губа та підборіддя. Після вистрілу чоловік направив зброю на себе, але теж вижив, однак з менш серйозними травмами. Пізніше його визнали винним у замаху на вбивство та засудили до 7 років позбавлення волі. Конні Калп перенесла 30 операцій на обличчі, під час якої лікарі взяли частину її ребер, щоб створити вилиці, а також зробили верхню щелепу з однієї кістки її ноги[джерело не вказане 1419 днів].
Як повідомляє видання New York Post, Конні Калп померла 31 липня 2020 року у віці 57 років, інформацію підтвердила клініка Клівленда, в якій вона у 2008 році пройшла історичну процедуру. Причина її смерті не уточнюється.

## Відзнаки
Завдяки успіху трансплантації, рішенням президента Республіки Польща від 9 квітня 2009 року, Марію Семьонов нагородили Командорським хрестом ордену «За заслуги перед Польщею» за видатні досягнення в галузі пластичної хірургії та за заслуги в науковій і дослідницькій роботі, який вона отримала 17 квітня 2009 року від Роберта Купецького, посла Республіки Польща у Вашингтоні. 
Є почесною громадянкою Кротошина. У 2009 році була нагороджена Золотою Совою Полонії. У 2020 році отримала почесне громадянство Познані.

## Книга
«Обличчям до обличчя» (пол. Twarzą w twarz) — історія Марії Семьонов, яка вразила світ та стала віхою у світовій хірургії.
В книзі Марія Семьонов розповідає про шлях, який привів її до надзвичайного успіху. Вона згадує про наполегливе навчання в медичній академії у Познані, здобуття професійної посади в США, описує цікаву історію трансплантології та медичні і етичні проблеми, з якими стикається хірург. Авторка ділиться емоціями, які супроводжують її роботу: тиском відповідальності, фізичним виснаженням після довгих і складних операцій та ейфорією після успішних операцій.

## Особисте життя
Чоловік: доктор медичних наук Влодзімеж Семьонов, брат: професор медичних наук Кшиштоф Куши.